# Кільцеве кріплення
Кріплення кільцеве (рос. крепь кольцевая, англ. ring support, circular support; нім. ringförmiger Ausbau m, Ringausbau m) — різновид рамного кріплення із замкненим контуром, що складається з окремих кілець, встановлених вздовж виробки врозкидку і пов'язаних між собою стяжками або розпірками. Кожне кільце складається з дек. однотипних сегментів. Застосовують в горизонтальних і похилих виробках при наявності багато-векторного зміщення гірських порід, а також при здиманні порід ґрунту, у вертикальних виробках (стовбурах) — як тимчасове кріплення при проходці. Виготовляють К.к. в основному з металу, іноді із збірного залізобетону і дерева. За конструктивним виконанням розрізняють жорсткі, шарнірні і податливі К.к. На вугільних шахтах України найпоширеніше металеве податливе К.к.